# 琼戈尼岩石艺术区
琼戈尼岩石艺术区，位于马拉维中央高原，是马拉维的一处世界遗产。琼戈尼岩石艺术区面积126.4平方公里，2006年列入联合国教科文组织世界遗产名录。艺术区的岩画显示出当地的文化。